# Wonder Man
Pour les articles homonymes, voir Wonder.
Simon Williams, alias Wonder Man est un super-héros évoluant dans l'univers Marvel de la maison d'édition Marvel Comics. Créé par le scénariste Stan Lee et les dessinateurs Jack Kirby et Don Heck, le personnage de fiction apparaît pour la première fois dans le comic book Avengers (vol. 1) #9 en octobre 1964.
Le personnage a d'abord été présenté comme un rival de Tony Stark et, après avoir été imprégné de l'énergie « ionique » par le Baron Zemo, est devenu un super-vilain qui a combattu les Vengeurs mais a été finalement désactivé. Après une série d'événements, Simon Williams renaît en tant que super-héros, rejoignant l'équipe qu'il avait auparavant combattu.
En 2012, le site web IGN classe Wonder Man à la 38e place de sa liste des « 50 meilleurs Vengeurs ».

## Historique de la publication
Alors qu'il est mort dès sa première apparition, Wonder Man a été réintroduit dans Avengers #151 par Jim Shooter en réponse à la création de Power Girl par DC Comics, peu après que Marvel ait officiellement donné à Luke Cage le surnom de Power Man. Shooter pensait que DC s'était plaint de Wonder Man lors de sa première apparition, en raison de leur personnage Wonder Woman au nom similaire (on ignore si c'est le cas). Alors, lorsqu'il a remarqué que DC faisait quelque chose de similaire à ce dont ils s'étaient plaints, Shooter a décidé de réinventer Wonder Man.
En plus de son apparition dans la revue Avengers, Wonder Man aura sa propre série début des années 1990, qui durera deux ans. Dans cette série, entre autres, Simon Williams fera la paix avec lui-même concernant les fraudes qui ont marqué ses années d'homme d'affaires.
En 1994, pour pousser les ventes du premier numéro d'une nouvelle série, Force Works (dérivée des West Coast Avengers), Marvel Comics décidera de faire mourir de nouveau Wonder Man. Cette mort, que les fans ont qualifiée de gratuite et d'inutile pour l'histoire, contribuera beaucoup au « non-succès » du titre nouvellement lancé.[réf. nécessaire]
En 1998, un des premiers gestes de l'auteur Kurt Busiek, artisan de la reprise en main du titre (à la suite de Heroes Return, fin de la période Heroes Reborn), sera de ramener à la vie Wonder Man. Sous la plume de Busiek (qui aime vraisemblablement le personnage), Wonder Man trouve enfin l'amour dans les bras de Wanda, la Sorcière Rouge. Cet amour se poursuivra longtemps, pour se terminer par une belle amitié.

## Biographie du personnage

### Origines
Chef d'entreprise ayant commis une fraude (détournement de fonds afin de maintenir son entreprise à flot, désuète face aux inventions de Stark), Simon Williams est recruté par les Maitres du Mal: le Baron Zémo, Skurge et l'Enchanteresse, pour être transformé en surhomme dans un but précis : détruire les Vengeurs. Dans son laboratoire en Amazonie, Zémo le bombarde de rayons ioniques le rendant invincible et augmentant sa force. Il lui donne le costume de Wonder Man afin d'infiltrer les Vengeurs. Pour le maîtriser, les criminels l'empoisonnent. Williams a besoin par la suite d'un antidote pour survivre. Il rejoint les Vengeurs après une mise en scène de Zémo. Mais Captain America a découvert le piège, seul un sort de l'enchanteresse force ses Vengeurs à aider Wonder Man, persuadés qu'il souffre d'un mal incurable. Il capture ensuite la Guêpe pour attirer les Vengeurs dans le repaire de Zémo. Après avoir presque gagné la bataille, Wonder Man refuse finalement de les trahir et meurt en héros (n'ayant pas obtenu l'antidote), à la fin de l'histoire.
Après cette « première mort », Henry Pym place le corps de Wonder Man dans un coffret cryogénique et sauvegarde ses données mémorielles, ne pouvant le sauver. Plus tard, un autre ennemis des Vengeurs, Ultron-5, vole les données du cerveau de Williams pour programmer un androïde qui sera central dans toute l'histoire du groupe de super-héros : la Vision. Ceci fera de Wonder Man et la Vision des « jumeaux » ou des « frères », pour bien des gens et à bien des égards.
Quelque temps plus tard, le frère de Williams, Eric, désormais connu sous le nom de Moissonneur, récupéra le corps de son jeune frère. Il souhaitait utiliser le corps cryogéniquement préservé de son frère pour soudoyer Vision afin qu'il trahisse les Avengers. Le Moissonneur tenta de convaincre Vision que sa conscience pouvait être transférée dans le corps de Wonder Man, lui conférant ainsi une forme plus humaine. Puis le Moissonneur affirma que Wonder Man ne pouvait être ressuscité et proposa de transférer la conscience de Vision dans le corps de Captain America. Vision fit semblant de suivre le plan du Moissonneur afin d'aider les Avengers à l'appréhender.
Longtemps après, obsédé par l'idée de ressusciter son frère par tous les moyens, le Moissonneur emporta le corps de Wonder Man à La Nouvelle-Orléans, espérant que les Houngans (prêtres vaudous) locaux pourraient le ressusciter. Wonder Man est ressuscité par la magie vaudou par leur leader Black Talon, mais sous la forme d'un zombie sans esprit. Frustré par le résultat imparfait, le Moissonneur demanda aux Houngans d'ordonner à l'être semi-vivant d'accuser la Vision de lui avoir « volé » son esprit. Il emballa ensuite le corps dans une grande caisse et l'expédia au Manoir des Avengers.
Une fois le combat des Vengeurs contre Black Talon terminé, le groupe apprend que Wonder Man n'a pas été ressuscité, mais qu'il était déjà vivant. Ils décident de retourner à New York avec le corps inerte de Wonder Man, à l'exception de la Sorcière Rouge, dont le combat contre Black Talon et les troubles causés par le retour de Wonder Man l'ont poussée à quitter le groupe pour explorer la nature mystique de ses pouvoirs maléfiques.
Curieusement, Wonder Man recommença à se déplacer après avoir été exposé aux pouvoirs du Laser Vivant, qui le débarrasserent des effets de la magie des Houngans et des radiations néfastes du Baron Zemo. Quelques jours plus tard, Wonder Man était de nouveau conscient et pleinement fonctionnel, à sa grande surprise.
Le Moissonneur apprenant que son frère était désormais conscient et avait perdu son aspect zombie, maîtrisa les Avengers et organisa un simulacre de procès pour déterminer si ce Wonder Man était bien son frère. Satisfait que Wonder Man soit son frère ressuscité, il projeta de tuer Vision, qu'il considérait comme un ersatz inhumain de son frère. Wonder Man combattit son frère pour sauver Vision et le vainquit. Les Avengers enfermèrent le Moissonneur dans un hôpital psychiatrique, mais il fut finalement libéré. La Moissonneur était désormais convaincu que, malgré les preuves du procès, Wonder Man ne pouvait être son frère, car celui-ci ne lèverait jamais la main sur lui. Ainsi, Vision et Wonder Man étaient des parodies de son frère condamnés à mourir. Le Moissonneur tenta une nouvelle fois de les tuer, mais sans succès.
Tony Stark et le Fauve l'ont ensuite examiné et ont appris qu'il avait été dans le coma pendant que son corps était complètement métamorphosé, passant d'un corps de chair et de sang à un corps d'une substance surhumaine ressemblant à de la chair, non spécifiée, nourrie par l'énergie ionique au lieu du sang.
Son histoire sera alors bien particulière : un héros qui cherche sa place du côté de la vie après avoir connu la mort, qui aime la même femme que la Vision, la Sorcière Rouge et qui cherche à vivre le plaisir. Son amitié avec Le Fauve sera légendaire, ces deux bons vivants aimant sortir et s'amuser ensemble.
Il se dirigera vers une carrière d'acteur — un fait assez rare chez les super-héros — avec plus ou moins de succès. Il fera partie des Vengeurs de façon régulière, et des Vengeurs de la Côte Ouest pendant à peu près toute son existence.
Alors que les deux étaient membres des Vengeurs de la Côte Ouest, Wanda a également appris à aimer Simon. Tous deux faisaient partie des anciens membres de l'équipe qui ont choisi de former Force Works après la dissolution de l'équipe. En tant que chef de cette nouvelle équipe, Wanda a été profondément meurtrie par la mort de Wonder Man lors de la première mission de Force Works quand l'explosion d'un canon à ions Kree dispersa l'énergie ionique de son corps.

### Deuxième Résurrection
Cependant, l'esprit de Wonder Man ne s'était pas éteint. Son amour pour Wanda l'a lié au plan des mortels. Les pouvoirs alors accrus de Wanda lui ont permis de canaliser les énergies du chaos pour ramener Wonder Man à la vie.
Se sentant indigne d'une seconde chance en raison des erreurs de son passé, Simon a cherché à retrouver sa dignité et son estime de soi. Pour aider les gens se sentant submergés par des forces indépendantes de leur volonté, il a créé Second Chances, une fondation à but non lucratif financée par la réédition de ses films et vidéos, ainsi que par d'innombrables nouveaux projets et parrainages. Enfin libéré de ses démons personnels, Wonder Man est devenu un combattant du crime confiant et capable et un membre fidèle des Avengers.
À un moment donné avant la fin des Avengers, Wonder Man a été manipulé pour s'impliquer dans la réhabilitation d'un assassin, Ladyfair et l'a présentée aux Avengers, ignorant qu'elle était utilisée pour essayer de tuer l'équipe. Ladyfair a sacrifié sa vie pour assurer la sécurité des Avengers plutôt que d'essayer de les tuer, elle lui a révélé qui était derrière ce complot alors qu'elle mourait dans ses bras.

### Civil War
Durant ce crossover Civil War, Wonder Man fut contraint de travailler pour le SHIELD à cause de malversations concernant son association. Il captura plusieurs criminels et héros rebelles, et participa à une campagne publicitaire pro-Registration Act.
Il retrouva aussi ses partenaires des Mighty Avengers et débuta une liaison avec Carol Danvers, sa supérieure.

### Dark Reign
À la suite de l'Invasion Skrull, Norman Osborn démantela le SHIELD et forma sa propre équipe de Vengeurs. Il n'inclua pas Simon Williams, qui se retrouva donc sans poste.
Il fut contacté par son frère Eric Willians (le Moissonneur), qui comptait former une nouvelle Lethal Legion, dissidente du règne de Norman Osborn. Mais il s'agissait en fait d'un complot, et Wonder Man échoua en prison, tandis que le Moissonneur, se faisant passer pour mort, partait se réfugier en Europe

### L'age héroïque
Au retour de Steve Rogers, Wonder Man fut amnistié, mais il refusa de faire partie de la nouvelle incarnation des Avengers, allant même jusqu'à attaquer ses anciens coéquipiers. Thor et Tony ont trouvé Simon sur le Golden Gate et ont tenté de le convaincre de les rejoindre. Il a catégoriquement refusé, mais a été interrompu dans sa diatribe lorsque Tony a souligné que le corps de Simon devenait instable et son énergie ionique "fuyait". Cela suggérait que l'état actuel de Simon était causé par l'instabilité de son corps, et non par un véritable choix mental. Il disparait alors en pure énergie.
Déçu par les Avengers après leurs nombreux échecs, Simon a estimé que l'équipe était la cause de plus de mal que de bien. Organisant un groupe de héros moins connus, les Revengers: Anti-Venom (Eddie Brock), D-Man (Dennis Dunphy), Virtue (Ethan Edwards), Goliath (Tom Foster), Atlas (Erik Josten), Devil-Slayer (Eric Payne), Century et Captain Ultra (Griffin Gogol). il les a informés des échecs des Vengeurs et de ses propres opinions, les convainquant que les Vengeurs devaient être arrêtés.
Ciblant le Manoir de Avengers, le groupe a attendu que Danielle Cage, fille de Luke Cage et Jessica Jones, ait quitté le manoir. Avec la liste complète des New Avengers présente, Williams a estimé qu'il était temps d'attaquer, Atlas menant la charge. Submergés, les New Avengers ont brièvement tenu bon avant d'être submergés par les Revengers. Avec cette équipe vaincue, Williams a jeté son dévolu sur sa prochaine cible : la tour des Avengers.
Atlas a attaqué la tour des Avengers uniquement pour attirer l'attention de l'équipe, car ils ont convoqué une conférence de presse au tribunal, où les Vengeurs ont semblé les affronter. Après un échec à discuter de la situation avec Wonder Man, Iron Man l'a piégé sous sa forme ionique dans une unité de confinement. Ne voulant pas se battre avec trop de civils à proximité, Thor a téléporté les Revengers à Citi Field, où ils ont été maîtrisés à la fois par les Avengers et les New Avengers et plus tard emprisonnés.
Fauve, qui a semblé le plus blessé et mystifié par le comportement de Williams, va l'interviewer pendant que Rogers, Iron Man et Thor regardent en vidéo. Williams insiste sur le fait qu'il agit de son plein gré et reste ferme dans son affirmation selon laquelle les Avengers doivent se dissoudre avant que d'autres personnes ne soient blessées. Il ajoute également quelque chose de nouveau : sa prise de conscience que Wanda Maximoff, la sorcière écarlate, l'a créé ; qu'il n'est probablement même pas réel. Faisant appel à leur amitié, Williams essaie d'obtenir une promesse du Fauve de fermer les Avengers mais celui-ci s'éloigne en détresse.
Divers programmes d'information propagent le manque de transparence et des tactiques d'obstruction des Avengers. Certains spéculent ouvertement que le temps d'une équipe de héros autoproclamés est révolu. Dans sa bulle, Simon Williams sourit et disparaît dans une lumière blanche.

### Terre-691
Dans le monde alternatif où se déroulent Killraven et Les Gardiens de la Galaxie (série originale), Simon Williams est l'un des rares super-héros terriens à avoir survécu à l'invasion de la Terre par les Martiens en l'an 2001.
Lorsqu'il est rencontré, un millénaire plus tard, par les Gardiens de la Galaxie sur la Terre alors dominée par les Badoons, il fait partie d'un groupe de résistants et opère sous le nom de Hollywood.
Il rejoint alors le groupe et participe à plusieurs de leurs aventures, notamment au sein de l'équipe secondaire regroupant les personnages les plus puissants, les Gardiens Galactiques, où Simon retrouve son ex-collègue Vision devenu le super-ordinateur Mainframe.

## Pouvoirs, capacités et équipement

### Pouvoirs et capacités
Simon Williams a acquis ses pouvoirs surhumains grâce aux traitements chimiques et radiologiques à l'énergie « ionique » du Baron Zemo. Cela lui conféra une force, une vitesse, une endurance, une durabilité, une agilité et des réflexes surhumains. Alors que le but initial de Zemo était d'utiliser des traitements énergétiques ioniques pour faire de Wonder Man au moins « l'égal d'un Avenger », ses traitements dépassent ses attentes et dotèrent Wonder Man d'une force comparable à celle de Thor. Dans un épisode, Captain America décrit Wonder Man comme ayant une force de « niveau Sentry ». Les traitements de Zemo conférèrent également à Williams une invulnérabilité virtuelle et l'immortalité. Zemo équipa également Wonder Man d'un pack de réacteurs fixés à sa ceinture pour voler dans les airs.
Wonder Man est un être composé d'énergie ionique solidifiée. Ses yeux ne possèdent plus de pupilles ou d’iris et, comme le reste de son corps, sont imprégnés de particules d’énergie ionique, qui les fait luire d’une couleur rouge. En se concentrant, Simon Williams est capable de bloquer le flot d’énergie ionique de ses yeux, leur redonnant leur ancienne apparence ; cependant, le fait de maintenir ses yeux dans cet état durant une période prolongée lui provoque de violents maux de tête. Depuis sa plus récente résurrection provoquée par la Sorcière rouge, son corps est enveloppé d’un halo d’énergie ionique rougeâtre dès lors qu’il emploie ses pouvoirs au cours d’un combat, montant ainsi sa nature énergétique.
Simon Williams a été entraîné au combat au corps à corps par Captain America et est devenu un excellent lutteur à mains nues. Ancien cascadeur pour le cinéma, c'est aussi un athlète et un combattant remarquable.
- La force et l'endurance de Wonder Man atteignent un niveau surhumain. Il a déjà tenu tête à Thor, Hulk et Namor. Il est capable de soulever ou d'exercer une pression d'au moins 95 tonnes dans des conditions optimales. Pendant une période, sa force augmentait avec sa colère, ce qui lui permettait de soulever jusqu’à 100 tonnes[1]. En puisant dans son énergie, il peut améliorer sa vitesse de ses actions physiques, ce qui lui donne des réflexes environ cent fois plus rapides qu'un être humain normal[1].
- Il est capable de soutenir des efforts intensifs pendant environ une heure et demie avant de commencer à éprouver de la fatigue[1]. Il peut courir à une vitesse supérieure à 80 km/h[1]. Selon certaines études de son corps ionique, il est possible qu’il puisse atteindre la vitesse de 800 km/h en ligne droite pendant 30 minutes avant de se fatiguer[1]. Il est aussi capable de couvrir de vastes distances en sautant, et on a estimé qu’il pouvait parcourir ainsi à peu près 5 km en un seul saut[1].
- Sa peau et ses tissus sont assez résistants pour supporter des températures extrêmes, celles-ci allant du froid glacial existant dans le vide de l’espace à la chaleur dégagée par une explosion atomique[1].
- Il n'a pas besoin de dormir, de respirer, ni de se nourrir. L’énergie qui l’imprègne le maintient en vie et assure le bon fonctionnement de ses fonctions vitales sans apport extérieur, et d’une manière plus efficace que les procédés biochimiques standards d’un organisme humain normal[1]. Il peut d'ailleurs survivre sans protection dans le vide spatial.
- Sa vision s’étend légèrement dans le spectre infrarouge, ce qui lui permet de voir dans le noir le plus complet sans l’aide d'une source de lumière[1].
- Il semble immortel car, même dispersée, son énergie peut se reconstituer. En effet, l’énergie ionique qui irrigue son corps renouvelle constamment ses tissus organiques. De fait, il ne vieillit plus, ce qui fait de lui un être virtuellement  immortel[1].
- Il peut aussi utiliser son énergie ionique pour voler dans les airs à une vitesse modérée, libérant dans une seule direction le produit des réactions entre l’énergie ionique et son corps[1]. Ce procédé semble similaire au principe d'un réacteur nucléaire[1]. On ignore la vitesse maximale qu'il peut atteindre de cette manière, mais il peut au moins voler à une vitesse suffisante pour s’affranchir de l'attraction terrestre et voyager dans le vide spatial[1].

Malgré ses multiples pouvoirs, Wonder Man peut néanmoins toujours être blessé ou rendu inconscient, notamment grâce à l'utilisation d'une force suffisante. Il dispose toujours de terminaisons nerveuses, et celles-ci lui font ressentir la douleur au-delà d’un certain seuil. Il reste également sensible aux attaques mentales.
La nature exacte de l’énergie ionique qui constitue son corps n'a pas encore été réellement analysée. Ses tissus et ses os ont été renforcés et, jusqu’à un certain point, remplacés par une substance inconnue (l’énergie ionique). En dépit de certaines affirmations de Simon Williams et d’autres personnes, son corps n’est pas entièrement composé d’énergie, mais reste composé de matière organique qui est imprégnée par cette énergie ionique. Étant donné que la perméabilité de ses tissus organiques à l’énergie ionique s’est développée au fil des ans, il est possible que sa transformation ne soit pas encore complète et que la composition de son corps puisse évoluer de nouveau dans les années à venir. Par exemple, l’apparition d’un halo rouge lors de l’utilisation de ses pouvoirs peut aussi bien être la simple conséquence de sa résurrection par la Sorcière rouge, ou alors le signe d’une nouvelle évolution corporelle de Williams.

### Équipement
Pendant un temps, Wonder Man utilisa des réacteurs dorsaux fixés sur son uniforme afin de pouvoir voler. Ces réacteurs, conçus par Tony Stark, lui permettaient de voler dans les airs durant environ cinq heures avant que ceux-ci ne doivent être rechargés. Avec ceux-ci, il pouvait atteindre une altitude maximale d’environ 325 km avec une vitesse de pointe de 200 km/h, à vide. En plus de son propre poids, il pouvait prendre une charge maximale de 180 kg. Placés initialement sur sa ceinture, les réacteurs furent déplacés ensuite dans son dos. Par la suite, Stark modifia les réacteurs (qui revinrent à la ceinture) afin de puiser leur puissance directement dans l’énergie ionique de Wonder-Man. Ils ne nécessitaient alors aucune recharge passé les cinq heures d’utilisation.

## Apparitions dans d'autres médias
Sauf indication contraire, les informations mentionnées dans cette section peuvent être confirmées par la base de données cinématographiques IMDb,  présente dans la section « Liens externes ».

### Télévision
- 1999-2000 : Avengers (série d'animation)
- 2010-2012 : Avengers : L'Equipe des super-héros (série d'animation)
- 2021 : M.O.D.O.K. (série d'animation)

### Univers cinématographique Marvel
- En juin 2022, Marvel Studios annonce le développement d'une série Wonder Man produite et réalisé par Destin Daniel Cretton et écrite par Andrew Guest[28]. Yahya Abdul-Mateen II interprètera le personnage de Simon Williams, Ben Kingsley reprend son rôle de Trevor Slattery tenu dans Iron Man 3, et les acteurs Demetrius Grosse et Ed Harris sont aussi confirmés.